# Anders Knape Hansson
Anders Knape Hansson, född 3 januari 1720 i Uddevalla, död 26 oktober 1786 i Uddevalla, var en svensk köpman och skeppsredare.
Anders Knape Hanssons föräldrar var handlanden och sjökaptenen Hans Andersson och Inger Knape. 
Han och hustrun Catharina Hegardt (1736-1772) inrättade internatskolan för obemedlade bohuslänska pojkar Gustafsbergs barnhus på Gustafsberg och donerade 1772 medel för att driva barnhusinrättningen på sin egendom Baggetofta söder om Uddevalla, senare namnändrad till Gustafsberg efter tillstånd av Gustaf III. 
Framför Skolhuset på Gustafsberg står en byst i brons av Anders Knape Hansson modellerad av skulptören Frithiof Kjellberg år 1878, officiellt invigd den 17 juni 1879.